# James Dempsey (Pokerspieler)
James Dempsey (* 24. September 1982) ist ein professioneller britischer Pokerspieler und -kommentator aus England. Er gewann 2010 ein Bracelet bei der World Series of Poker und 2011 das Main Event der World Poker Tour.

## Pokerkarriere
Dempsey spielt seit Dezember 2006 Onlinepoker. Er spielt auf der Plattform PokerStars unter dem Nickname MKKMOO. Darüber hinaus spielte er bei TitanPoker als PresidentPalmer sowie als Gregior2 bei partypoker und nutzte bei Full Tilt Poker seinen echten Namen. Sein höchstes Online-Preisgeld erhielt der Brite Anfang April 2009 für einen zweiten Platz bei der Spring Championship of Online Poker auf PokerStars in Höhe von mehr als 210.000 US-Dollar. Insgesamt hat er sich mit Online-Turnierpoker mehr als eine Million US-Dollar erspielt. Seit 2005 nimmt er auch an renommierten Live-Turnieren teil.
Anfang April 2006 gewann Dempsey in Cardiff sein erstes Live-Turnier und erhielt eine Siegprämie von umgerechnet knapp 2000 US-Dollar. Beim Main Event der Gala Casinos Poker Tour in Bristol belegte er im Juni 2008 den mit umgerechnet über 30.000 US-Dollar dotierten dritten Platz. Ende Juni 2009 war der Brite erstmals bei der World Series of Poker (WSOP) im Rio All-Suite Hotel and Casino am Las Vegas Strip erfolgreich und kam bei einem Turnier der Variante Omaha Hi-Lo in die Geldränge. Im Jahr darauf entschied er ein Turnier der WSOP 2010 in Pot Limit Hold’em für sich und erhielt den Hauptpreis von knapp 200.000 US-Dollar sowie ein Bracelet. Gut eine Woche später wurde er bei der Weltmeisterschaft in Omaha Hi-Lo 8 Zweiter und sicherte sich rund 300.000 US-Dollar. Aufgrund zwei weiterer Geldplatzierungen belegte er den sechsten Platz beim Ranking des WSOP Player of the Year. Anfang Dezember 2011 gewann Dempsey im Hotel Bellagio am Las Vegas Strip das Main Event der World Poker Tour. Dafür setzte er sich gegen 412 andere Spieler durch und erhielt eine Siegprämie von mehr als 820.000 US-Dollar. Anfang April 2012 entschied er auch die iSeriesLive in Dublin für sich und sicherte sich den Hauptpreis von 100.000 Euro. Das Main Event der Grand Prix Poker Tour in Brighton gewann Dempsey Ende Juli 2016 ebenfalls, was ihm 40.000 US-Dollar einbrachte. Seitdem blieben größere Turniererfolge aus.
Insgesamt hat sich Dempsey mit Poker bei Live-Turnieren mehr als 2 Millionen US-Dollar erspielt.